# Božidar Smiljanić
Božidar Smiljanić (ur. 20 września 1936 w Zagrzebiu, zm. 7 kwietnia 2018 tamże) – jugosłowiański i chorwacki aktor teatralny i filmowy, pisarz, reżyser teatralny.

## Życiorys
Profesjonalną karierę aktorską rozpoczął jako szesnastolatek, występując w filmie Sinji galeb (1953), wcześniej przez trzy lata był członkiem amatorskiego teatru Zagrebacko Kazalište Mladih (lub Zagrebian Theatre of Youngsters). W latach 1953–'57 był studentem The Academy of Dramatic Arts in Zagreb, gdzie ponad dekadę później został profesorem. Prócz ról filmowych i telewizyjnych, pojawiał się na deskach teatralnych; w 1983 wyróżniono go nawet tytułem „aktora scenicznego roku” i przyznano nagrodę Steriya podczas festiwalu o tej samej nazwie. Zajmował się także nauką sztuki aktorskiej.
Czterokrotny rozwodnik, od grudnia 1992 roku był mężem aktorki Mirjany Sinozić, która urodziła ich jedno dziecko. Miał też troje dzieci z poprzednich małżeństw.

## Filmografia
- Śmiertelna misja (Ultimate Force, 2005) jako dyrektor
- Parszywa dwunastka 3: Zabójcza misja (The Dirty Dozen: The Deadly Mission, 1987) jako Paul Verlaine
- Zbroja Boga (Long xiong hu di, 1987) jako Bannon
- Transylvania 6-5000 (1985) jako inspektor Perček